# Michael Laudrup
Michael Laudrup (* 15. Juni 1964 in Frederiksberg) ist ein ehemaliger dänischer Fußballspieler und derzeitiger -trainer.
Während seiner aktiven Karriere galt er als einer der besten Spielmacher der Welt. Seit 2007 ist er Mitglied der Hall of Fame des dänischen Sports. Sein Vater Finn, sein jüngerer Bruder Brian und sein Onkel Ebbe Skovdahl waren auch Profifußballer. Seine Söhne Mads und Andreas sind ebenfalls im Profifußball aktiv.

## Karriere als Spieler

### Verein
Sein erstes Ligaspiel bestritt Laudrup 1982 als 17-Jähriger für Brøndby IF und erzielte in seiner ersten Saison in 24 Spielen 15 Tore. Er wurde im Sommer 1983 von Juventus Turin verpflichtet. Da zu dieser Zeit jeder Serie-A-Verein nur zwei ausländische Spieler im Kader haben durfte und Juventus bereits mit Michel Platini und Zbigniew Boniek zwei ausländische Spieler unter Vertrag hatte, verlieh man ihn für ein Jahr an den Aufsteiger Lazio Rom. Dort wurde er sofort Stammspieler, schoss in seinem ersten Serie-A-Spiel gegen Hellas Verona zwei Tore und hielt mit seiner Mannschaft in der Saison 1983/84 die Klasse. Im Sommer 1984 lieh Juventus ihn für ein weiteres Jahr an Lazio aus. Nach dieser Saison stieg der Verein in die Serie B ab. In seiner Zeit bei Lazio Rom stand Laudrup in allen 60 Ligaspielen auf dem Platz. Im Sommer 1985 ging er schließlich zu Juventus Turin und gewann in der Saison 1985/86 die italienische Meisterschaft und den Weltpokal.
Nach drei Jahren wechselte er im Jahr 1989 nach Spanien zum FC Barcelona. Dort gewann er 1992 mit dem Gewinn des Europapokals der Landesmeister seinen zweiten internationalen Titel. In 36 Ligaspielen erzielte er als Spielmacher 13 Tore. Alle Meisterschaften von 1991 bis 1995 gingen entweder an den FC Barcelona oder an Real Madrid, zu denen er 1994 gewechselt war. Laudrup gewann viermal den Titel mit Barcelona, einmal mit Real Madrid.
Nach zwei Jahren in der spanischen Hauptstadt wechselte er zur Saison 1996/97 in die japanische J. League zu Vissel Kōbe. Nach einem Jahr ging er in die Niederlande zu Ajax Amsterdam. Die Spielzeit 1997/98 sollte seine letzte Spielzeit werden. Laudrup gewann mit Ajax Pokal und Meisterschaft und erzielte in dieser Spielzeit in 21 Spielen elf Tore. Er hatte damit den Meistertitel in drei verschiedenen Ländern mit vier verschiedenen Vereinen gewonnen.

### Nationalmannschaft
Laudrup bestritt zwischen 1982 und 1998 104 Länderspiele für die dänische Nationalmannschaft. An seinem 18. Geburtstag gab er sein Debüt in der Nationalmannschaft und erzielte im Spiel gegen Norwegen ein Tor, sein erstes von insgesamt 37. Wegen eines Konfliktes mit dem Nationaltrainer Richard Møller Nielsen stand er nicht im Kader für die Europameisterschaft 1992, sodass er den wichtigsten internationalen Titel für die Dänen verpasste. 1995 wurde er aber Confed-Cup-Sieger nach einem 2:0-Sieg im Finale gegen Argentinien; Laudrup erzielte dabei die zwischenzeitliche 1:0-Führung. Nach der Niederlage im Viertelfinale der Weltmeisterschaft 1998 gegen Brasilien beendete er seine Karriere.

## Karriere als Trainer
Laudrup begann seine Trainerkarriere im Jahr 2000 als Co-Trainer der dänischen Nationalmannschaft an der Seite von Morten Olsen. Von 2002 bis 2006 war er gemeinsam mit John Jensen Trainer des dänischen Vereins Brøndby IF, mit dem er 2003 den dänischen Pokal und 2005 den Pokal und die Meisterschaft der SAS-Liga gewann. Im Mai 2006 trat Laudrup gemeinsam mit Jensen zurück, nachdem sie sich mit Brøndby nicht über eine Vertragsverlängerung hatten einigen können. Diese war in erster Linie an den unterschiedlichen Gehaltsvorstellungen beider Parteien gescheitert.
Von Juli 2007 bis Juni 2008 war Laudrup als Nachfolger von Bernd Schuster Trainer des spanischen Erstligisten FC Getafe. Von September 2008 bis April 2009 trainierte er den russischen Klub Spartak Moskau, ab 2010 war er Trainer bei RCD Mallorca. Nach einem Streit mit der Clubführung trat er am 27. September 2011 zurück. Zur Saison 2012/13 verpflichtete Swansea City Laudrup als Cheftrainer. Er unterschrieb einen Zweijahresvertrag und trat die Nachfolge von Brendan Rodgers an, der zum FC Liverpool gewechselt war. Im Februar 2014 wurde Laudrup entlassen.
In weiterer Folge unterschrieb er im Sommer 2014 einen Einjahresvertrag beim katarischen Meister Lekhwiya und lotste ehemalige Schützlinge wie José Manuel Flores nach Katar. Nachdem er mit den Katarern in der Saison 2014/15 erneut Meister geworden war und mit dem Verein den Qatar Crown Prince Cup und den Sheikh Jassim Cup gewonnen hatte, verlängerte er seinen im Sommer auslaufenden Vertrag nicht mehr.

## Erfolge und Auszeichnungen als Spieler

### Nationalmannschaft
- Confed-Cup-Sieger: 1995

### Verein
Juventus Turin (1983–1989)
- Italienische Meisterschaft: 1985/86
- Weltpokal: 1985

FC Barcelona (1989–1994)
- Spanische Meisterschaft: 1990/91, 1991/92, 1992/93, 1993/94
- Spanischer Pokal: 1989/90
- Spanischer Supercup: 1991, 1992
- Europapokal der Landesmeister: 1991/92
- UEFA Super Cup: 1992

Real Madrid (1994–1996)
- Spanische Meisterschaft: 1994/95

Ajax Amsterdam (1997–1998)
- Niederländische Meisterschaft: 1997/98
- Niederländischer Pokal: 1997/98

### Persönliche Ehrungen
- Dänischer Fußballer des Jahres: 1982, 1985
- Bester ausländischer Spieler in der Primera División: 1992, 1993
- Bester ausländischer Spieler der letzten 25 Jahre (1974 bis 1999) in Spanien
- Aufnahme in die FIFA 100 im Jahr 2004

## Saisonstatistik
| Verein               | Liga             | Saison          | Liga   | Liga | Nat. Pokal | Nat. Pokal | Europapokal | Europapokal | Andere | Andere | Gesamt | Gesamt |
| Verein               | Liga             | Saison          | Spiele | Tore | Spiele     | Tore       | Spiele      | Tore        | Spiele | Tore   | Spiele | Tore   |
| -------------------- | ---------------- | --------------- | ------ | ---- | ---------- | ---------- | ----------- | ----------- | ------ | ------ | ------ | ------ |
| Kjøbenhavns Boldklub | 1. Division      | 1981            | 14     | 3    | –          | –          | –           | –           | –      | –      | 14     | 3      |
| Gesamt               | Gesamt           | Gesamt          | 14     | 3    | –          | –          | –           | –           | –      | –      | 14     | 3      |
| Brøndby IF           | 1. Division      | 1982            | 24     | 15   | –          | –          | –           | –           | –      | –      | 24     | 15     |
| Brøndby IF           | 1. Division      | 1983            | 14     | 8    | –          | –          | –           | –           | –      | –      | 14     | 8      |
| Gesamt               | Gesamt           | Gesamt          | 38     | 23   | –          | –          | –           | –           | –      | –      | 38     | 23     |
| Lazio Rom            | Serie A          | 1983/84         | 30     | 8    | 5          | 0          | –           | –           | –      | –      | 35     | 8      |
| Lazio Rom            | Serie A          | 1984/85         | 30     | 1    | 5          | 3          | –           | –           | –      | –      | 35     | 4      |
| Gesamt               | Gesamt           | Gesamt          | 60     | 9    | 10         | 3          | –           | –           | –      | –      | 70     | 12     |
| Juventus Turin       | Serie A          | 1985/86         | 29     | 7    | 6          | 2          | 6           | 2           | –      | –      | 41     | 11     |
| Juventus Turin       | Serie A          | 1986/87         | 20     | 3    | 6          | 1          | 4           | 5           | –      | –      | 30     | 9      |
| Juventus Turin       | Serie A          | 1987/88         | 27     | 0    | 7          | 2          | 4           | 2           | –      | –      | 39     | 4      |
| Juventus Turin       | Serie A          | 1988/89         | 26     | 6    | 7          | 2          | 8           | 3           | –      | –      | 41     | 11     |
| Gesamt               | Gesamt           | Gesamt          | 102    | 16   | 26         | 7          | 22          | 12          | –      | –      | 150    | 35     |
| FC Barcelona         | Primera División | 1989/90         | 32     | 3    | 7          | 2          | 3           | 1           | –      | –      | 42     | 6      |
| FC Barcelona         | Primera División | 1990/91         | 31     | 9    | 5          | 2          | 7           | 0           | –      | –      | 42     | 11     |
| FC Barcelona         | Primera División | 1991/92         | 36     | 13   | 2          | 2          | 11          | 3           | –      | –      | 49     | 18     |
| FC Barcelona         | Primera División | 1992/93         | 37     | 10   | 4          | 4          | 4           | 0           | –      | –      | 45     | 14     |
| FC Barcelona         | Primera División | 1993/94         | 31     | 5    | 1          | 0          | 6           | 1           | –      | –      | 38     | 6      |
| Gesamt               | Gesamt           | Gesamt          | 167    | 40   | 19         | 10         | 31          | 5           | –      | –      | 216    | 55     |
| Real Madrid          | Primera División | 1994/95         | 33     | 4    | 2          | 1          | 5           | 2           | –      | –      | 40     | 7      |
| Real Madrid          | Primera División | 1995/96         | 29     | 8    | –          | –          | 7           | 0           | –      | –      | 36     | 8      |
| Gesamt               | Gesamt           | Gesamt          | 62     | 12   | 2          | 1          | 12          | 2           | –      | –      | 76     | 15     |
| Vissel Kōbe          | J-League         | 1996            | 12     | 5    | 3          | 2          | –           | –           | –      | –      | 15     | 7      |
| Vissel Kōbe          | J-League         | 1997            | 3      | 1    | 6          | 1          | –           | –           | –      | –      | 9      | 2      |
| Gesamt               | Gesamt           | Gesamt          | 15     | 6    | 9          | 3          | –           | –           | –      | –      | 24     | 9      |
| Ajax Amsterdam       | Eredivisie       | 1997/98         | 21     | 11   | –          | –          | 5           | 2           | –      | –      | 26     | 13     |
| Gesamt               | Gesamt           | Gesamt          | 21     | 11   | –          | –          | 5           | 2           | –      | –      | 26     | 13     |
| Karriere Gesamt      | Karriere Gesamt  | Karriere Gesamt | 479    | 120  | 66         | 24         | 70          | 21          | –      | –      | 615    | 165    |

## Erfolge und Auszeichnungen als Trainer

### Verein
Brøndby IF (2002–2006)
- Dänische Meisterschaft: 2004/05
- Dänischer Pokal: 2002/03, 2004/05
- Dänischer Supercup: 2002

Swansea City (2012–2014)
- League Cup: 2012/13

Lekhwiya (2014–2015)
- Katarische Meisterschaft: 2015/16
- Katarischer Pokal: 2015
- Katarischer Supercup: 2015

### Persönliche Ehrungen
- Dänischer Trainer des Jahres: 2003, 2005

## Sonstiges
Als TV-Experte ist er bei Fußballspielen für den dänischen Sender TV3+ tätig.